# Нешател
Нешател (фр. Neuchâtel, итал. Neocastello) је град у западној Швајцарској. Нешател је управно средиште истоименог Кантона Нешател, иако је други по величини град датог кантона (највећи град је Шо де Фон).
Нешател је последњих година познат као пилот-град пројекта међукултурних градова Савета Европе.

## Природне одлике
Нешател се налази у западном делу Швајцарске. Од најближег већег града, Берна град је удаљен 50 км западно.
Рељеф: Нешател је смештен на западној обали истоименог Нешателског језера, једног од највећих у Швајцарској. Стрмо изнад града дижу се планине Јуре ка западу. Град се налази на око 430 метара надморске висине.
Клима: Клима у Нешателу је умерено континентална.
Воде: Нешател је смештен на западној обали истоименог Нешателског језера, једног од највећих у Швајцарској.

## Историја
Подручје Нешатела је било насељено још у време праисторије и Старог Рима, али није имало велики значај.
1011. године овде је подигнут замак, а име замка је дало име новом насељу које се око њега образовало (на француском Нови замак је neu-châtel). Насеље се постепено развијало због стратешког положаја на путу преко планина Јуре. 1214. године Нешател је добио градска права. Ускоро је довољно ојачао да образује војводство са ближом околином. Из овога се касније изродио данашњи кантон.
Почетком 16. века, у доба реформације, грађани су примили калвинизам.
Вишевековно благостање и мир били су прекинути током Наполеонових ратова град је био присилно прикључен Француској. После тога град, иако званично део Швајцарске конфедерације, био је под снажним утицајем Пруске. Ово је потрајало све до 1848. године, када је град коначно у потпуности потпао под Швајцарску и када је образован савремени кантон. Касније, током 19. века Нешател почиње да се развијати и економски јача. Ово благостање се задржало до дан-данас.

## Становништво
2008. године Нешател је имао око 32.000 становника. Од тог броја око 31% су страни држављани.
Језик: Швајцарски Французи чине већину града и француски језик је доминира у граду. Међутим, градско становништво је током протеклих неколико деценија постало веома шаролико, па се на улицама града чују бројни други језици. Тако се данас ту могу чути и немачки, италијански.
Вероисповест: Месно становништво је од 15. века протестантске вере. Међутим, последњих деценија у граду се знатно повећао удео других вера. Тако су данас у релативној већини римокатолици са 38,7%, па потом мањински протестанти са 32,3%, атеисти са 19,0% и муслимани са 3,2%.

## Привреда
Нешател је познат по развијеној индустрији. Последњих деценија туризам је постао веома важна привредна грана.

## Галерија слика
- Један од тргова старог града
- Замак Нешател
- Градска кућа
- Приобални трг